# Istoria motorului cu abur

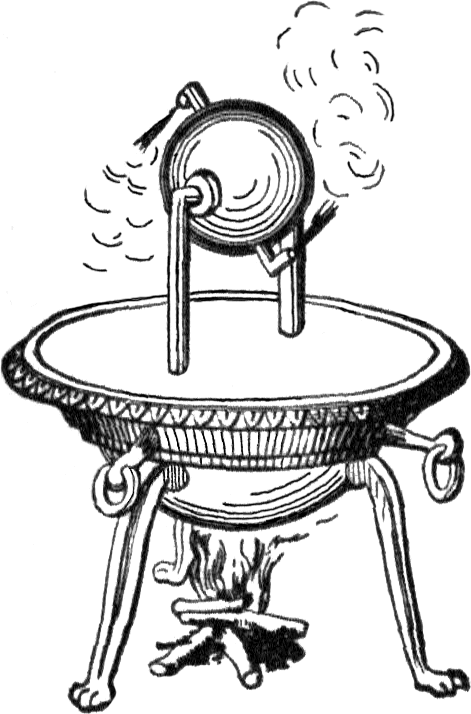
Aeolipile.

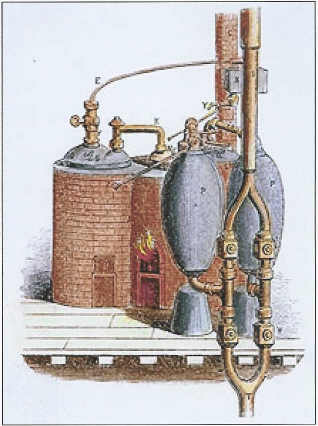
Pompa cu abur Savery din 1698 - primul dispozitiv cu abur care a avut succes comercial, construit de Thomas Savery.

Primul motor cu abur, rudimentar, menționat, a fost aeolipila descrisă de Heron din Alexandria în Egiptul roman din secolul I. Ulterior, au fost experimentate sau propuse mai multe dispozitive cu abur, cum ar fi frigarea cu abur al lui Taqi al-Din, o turbină cu abur în Egiptul otoman din secolul al XVI-lea și pompa cu abur a lui Thomas Savery în Anglia secolului al XVII-lea. În 1712, motorul atmosferic al lui Thomas Newcomen a devenit primul motor care a avut succes comercial care a folosit principiul pistonului și al cilindrului, care a fost tipul fundamental de motor cu abur utilizat până la începutul secolului XX. Motorul cu abur a fost folosit pentru a pompa apa din minele de cărbune.
În timpul Revoluției industriale, motoarele cu abur au început să înlocuiască energia hidraulică și eoliană, devenind în cele din urmă sursa dominantă de energie la sfârșitul secolului al XIX-lea și rămânând astfel până în primele decenii ale secolului al XX-lea, când turbina cu abur, mai eficientă, și motorul cu ardere internă au dus la înlocuirea rapidă a motoarelor cu abur. Turbina cu abur a devenit cea mai comună metodă de acționare a generatoarelor de energie electrică. În prezent, se fac cercetări cu privire la aspectele practice ale revigorării motorului cu abur cu piston ca bază pentru noul val de tehnologie avansată a aburului.

## Precursori

### Primele utilizări ale energiei cu abur
Cel mai vechi motor cu abur rudimentar cunoscut și prima turbină cu abur de tip cu reacțiune, aeolipila, este descrisă de matematicianul și inginerul Heron din Alexandria (Heron) în Egiptul roman din secolul I, așa cum este consemnat în manuscrisul său Spiritalia seu Pneumatica. Aburul ejectat tangențial de duze făcea să se rotească o bilă rotitoare. Eficiența sa termică era scăzută. Acest lucru sugerează că transformarea presiunii aburului în mișcare mecanică era cunoscută în Egiptul roman în secolul I. Heron a conceput, de asemenea, o mașină care folosea aerul încălzit la focul unui altar pentru a deplasa o cantitate de apă dintr-un vas închis. Greutatea apei era făcută să tragă o frânghie ascunsă pentru a acționa ușile templului. Unii istorici au făcut o confuzie între cele două invenții pentru a afirma, în mod incorect, că aeolipilele erau capabile de a produce lucru mecanic util.
Potrivit lui William de Malmesbury, în 1125, la Reims se afla o biserică care avea o orgă acționată de aerul care scăpa din compresie "prin apă încălzită", aparent proiectată și construită de profesorul Gerbertus.
Printre documentele lui Leonardo da Vinci care datează de la sfârșitul secolului al XV-lea se află proiectul unui tun acționat cu abur, numit Architonnerre, care funcționează prin introducerea bruscă de apă fierbinte într-un tun etanș și încins la roșu.
O turbină rudimentară cu abur cu impact a fost descrisă în 1551 de Taqi al-Din, filosof, astronom și inginer din Egiptul otoman al secolului al XVI-lea, care a descris o metodă de rotire a unei frigări prin intermediul unui jet de abur care acționează palete din jurul periferiei unei roți rotitoare. Un dispozitiv similar de rotire a unei frigări a fost descris ulterior și de John Wilkins în 1648. Aceste dispozitive se numeau atunci "mori", dar în prezent sunt cunoscute sub numele de "frigări cu abur". O altă turbină cu abur rudimentară similară este prezentată de Giovanni Branca, un inginer italian, în 1629, pentru a roti un dispozitiv cilindric de top ancoră-balansier, care ridica și lăsa să cadă alternativ o pereche de pisălogi care lucrau în piue. Totuși, jetul de abur al acestor prime turbine cu abur nu era concentrat și cea mai mare parte a energiei sale era disipată în toate direcțiile. Acest lucru ar fi dus la o mare risipă de energie, prin urmare nu au fost niciodată luate în considerare în mod serios pentru utilizare industrială.
În 1605, matematicianul francez Florence Rivault, în tratatul său despre artilerie, a scris despre descoperirea sa că apa, dacă este închisă într-o bombă și încălzită, ar face să explodeze obuzele.
În 1606, spaniolul Jerónimo de Ayanz y Beaumont a făcut o demonstrație și a primit un brevet pentru o pompă de apă acționată cu abur. Pompa a fost folosită cu succes pentru a goli minele inundate din Guadalcanal, Spania.

## Dezvoltarea motorului cu abur comercial
"Descoperirile care, atunci când au fost reunite de Thomas Newcomen în 1712, au dus la apariția motorului cu abur au fost:"
- Conceptul de vid (adică o reducere a presiunii sub cea ambientală).
- Conceptul de presiune
- Tehnici de creare a vidului
- Un mijloc de generare a aburului
- Pistonul și cilindrul

În 1643, Evangelista Torricelli a efectuat experimente cu pompe de apă cu ridicare prin aspirație pentru a le testa limitele, care erau de aproximativ 32 de picioare (presiunea atmosferică este de 32,9 picioare sau 10,03 metri. Presiunea vaporilor de apă scade înălțimea teoretică de ridicare). El a conceput un experiment folosind un tub umplut cu mercur și răsturnat într-un bol cu mercur (un barometru) și a observat un spațiu gol deasupra coloanei de mercur, care, conform teoriei sale, nu conținea nimic, adică un vid.
Influențat de Torricelli, Otto von Guericke a inventat o pompă de vid modificând o pompă de aer utilizată pentru presurizarea unui pistol cu aer comprimat. Guericke a făcut o demonstrație în 1654 la Magdeburg, Germania, unde era primar. Două emisfere de cupru au fost montate împreună și aerul a fost pompat. Greutăți legate de emisfere nu le puteau despărți până când nu a fost deschisă supapa de aer. Experimentul a fost repetat în 1656 folosind două echipe de câte 8 cai fiecare, care nu au putut separa emisferele din Magdeburg.
Gaspar Schott a fost primul care a descris experimentul emisferelor în lucrarea sa Mechanica Hydraulico-Pneumatica (1657).
După ce a citit cartea lui Schott, Robert Boyle a construit o pompă de vid îmbunătățită și a efectuat experimente conexe.
Denis Papin a devenit interesat de utilizarea vidului pentru a genera forță motrice în timp ce lucra cu Christiaan Huygens și Gottfried Leibniz la Paris în 1663. Papin a lucrat pentru Robert Boyle între 1676 și 1679, publicând o relatare a activității sale în Continuation of New Experiments (1680) și a făcut o prezentare la Royal Society în 1689. Începând din 1690, Papin a început să experimenteze cu un piston pentru a produce energie cu ajutorul aburului, construind modele de motoare cu abur. A experimentat cu motoare cu abur atmosferici și sub presiune, publicându-și rezultatele în 1707.
În 1663, Edward Somerset, al doilea marchiz de Worcester, a publicat o carte cu 100 de invenții care descria o metodă de ridicare a apei între etaje, folosind un principiu similar cu cel al unui percolator de cafea. Sistemul său a fost primul care a separat cazanul (o țeavă de tun încălzită) de acțiunea de pompare. Apa era admisă într-un butoi armat dintr-o cisternă, iar apoi se deschidea o supapă pentru a admite aburul dintr-un cazan separat. Presiunea acumulată deasupra apei o împingea pe o țeavă. Și-a instalat dispozitivul cu abur pe peretele Marelui Turn de la Castelul Raglan pentru a furniza apă prin turn. Canelurile din perete în care a fost instalat motorul încă mai puteau fi văzute în secolul al XIX-lea. Totuși, nimeni nu era pregătit să riște bani pentru un concept atât de revoluționar, iar fără susținători mașina a rămas nedezvoltată.
Samuel Morland, un matematician și inventator care a lucrat la pompe, a lăsat note la Vauxhall Ordinance Office cu privire la un proiect de pompă cu abur pe care Thomas Savery le-a citit. În 1698, Savery a construit o pompă cu abur numită "Prietenul minerului". Aceasta folosea atât vidul, cât și presiunea. Acestea au fost folosite pentru servicii cu putere redusă timp de mai mulți ani.
Thomas Newcomen a fost un comerciant care se ocupa cu produse din fontă. Motorul lui Newcomen se baza pe proiectul pistonului și al cilindrului propus de Papin. În motorul lui Newcomen, aburul era condensat de apa pulverizată în interiorul cilindrului, ceea ce făcea ca presiunea atmosferică să miște pistonul. Primul motor al lui Newcomen a fost instalat pentru pompare într-o mină în 1712, la Castelul Dudley din Staffordshire.

### Cilindri
Denis Papin (22 august 1647 - c. 1712) a fost un fizician, matematician și inventator francez, cunoscut mai ales pentru invenția sa de pionierat a digestorului cu abur, precursorul oalei sub presiune. La mijlocul anilor 1670, Papin a colaborat cu fizicianul olandez Christiaan Huygens la un motor care scotea aerul dintr-un cilindru prin explozia prafului de pușcă din interiorul acestuia. Dându-și seama de caracterul incomplet al vidului produs prin acest mijloc și după ce s-a mutat în Anglia în 1680, Papin a conceput o versiune a aceluiași cilindru care obținea un vid mai complet prin fierberea apei și apoi lăsând aburul să se condenseze; în acest fel a putut ridica greutăți prin atașarea capătului pistonului la o frânghie care trecea pe un scripete. Ca model demonstrativ, sistemul a funcționat, dar pentru a repeta procesul, întregul aparat trebuia demontat și reasamblat. Papin și-a dat seama rapid că, pentru a realiza un ciclu automat, aburul ar trebui să fie generat separat într-un cazan; cu toate acestea, nu a dus proiectul mai departe. Papin a proiectat, de asemenea, o barcă cu vâsle acționată de un jet care acționa o roată cu palete, într-o combinație a concepțiilor lui Taqi al Din și Savery, și i se atribuie și o serie de dispozitive importante, cum ar fi supapa de siguranță. Anii de cercetare a lui Papin în ceea ce privește problemele legate de exploatarea aburului au jucat un rol esențial în dezvoltarea primelor motoare industriale care au avut succes, care au urmat la scurt timp după moartea sa.

### Pompa cu abur Savery
{main|Thomas Savery}}
Primul motor cu abur care a fost aplicat industrial a fost "motorul de foc" sau "Miner's Friend", proiectat de Thomas Savery în 1698. Aceasta era o pompă cu abur fără piston, similară celei dezvoltate de Worcester. Savery a adus două contribuții cheie care au îmbunătățit considerabil caracterul practic al proiectului. În primul rând, pentru a permite ca alimentarea cu apă să fie plasată sub motor, el a folosit aburul condensat pentru a produce un vid parțial în rezervorul de pompare (butoiul din exemplul lui Worcester), folosindu-se de acesta pentru a trage apa în sus. În al doilea rând, pentru a răci rapid aburul pentru a produce vidul, a trecut apă rece peste rezervor.
Funcționarea necesita mai multe supape; când rezervorul era gol la începutul unui ciclu, se deschidea o supapă pentru a admite aburul. Supapa era închisă pentru a sigila rezervorul, iar supapa de apă de răcire era deschisă pentru a condensa aburul și a crea un vid parțial. O supapă de alimentare era deschisă, trăgând apa în sus în rezervor, iar motorul tipic putea trage apa până la 6 metri. Aceasta era închisă, iar supapa de abur era redeschisă, creând presiune asupra apei și pompând-o în sus, ca în cazul modelului Worcester. Ciclul a dublat, în esență, distanța pe care apa putea fi pompată pentru orice presiune dată a aburului, iar exemplele de producție ridicau apa la aproximativ 40 de picioare.
Motorul lui Savery a rezolvat o problemă care nu devenise serioasă decât recent: ridicarea apei din minele din sudul Angliei, pe măsură ce acestea ajungeau la adâncimi mai mari. Motorul lui Savery era ceva mai puțin eficient decât cel al lui Newcomen, dar acest lucru a fost compensat de faptul că pompa separată folosită de motorul Newcomen era ineficientă, ceea ce a făcut ca cele două motoare să aibă aproximativ aceeași eficiență de 6 milioane de picioare-libere pe bucșă de cărbune (mai puțin de 1%). Nici motorul Savery nu era foarte sigur, deoarece o parte a ciclului său necesita abur sub presiune furnizat de un cazan și, având în vedere tehnologia din acea perioadă, vasul sub presiune nu putea fi suficient de puternic și, prin urmare, era predispus la explozie. Explozia uneia dintre pompele sale la Broad Waters (lângă Wednesbury), în jurul anului 1705, marchează probabil sfârșitul încercărilor de exploatare a invenției sale.
Motorul Savery a fost mai puțin costisitor decât cel al lui Newcomen și a fost produs în dimensiuni mai mici. Unii constructori au fabricat versiuni îmbunătățite ale motorului Savery până târziu în secolul al XVIII-lea. Bento de Moura Portugal, FRS, a introdus o îmbunătățire ingenioasă a construcției lui Savery "pentru a o face capabilă să funcționeze singură", așa cum a fost descrisă de John Smeaton în Philosophical Transactions publicat în 1751.

## Motoare cu condensare atmosferică

### Motorul "atmosferic" Newcomen
Se poate spune că Thomas Newcomen, cu al său "motor atmosferic" din 1712, a fost cel care a reunit cele mai multe dintre elementele esențiale stabilite de Papin pentru a dezvolta primul motor cu abur practic pentru care putea exista o cerere comercială. Acesta s-a prezentat sub forma unui motor cu piston alternativ instalat la nivelul suprafeței, care acționa o succesiune de pompe la un capăt al fasciculului. Motorul, atașat cu lanțuri de celălalt capăt al grinzii, funcționa pe principiul atmosferic sau al vidului.
Proiectul lui Newcomen a folosit unele elemente ale unor concepte anterioare. La fel ca și proiectul Savery, motorul lui Newcomen folosea aburul, răcit cu apă, pentru a crea un vid. Spre deosebire de pompa lui Savery, însă, Newcomen a folosit vidul pentru a trage un piston în loc să tragă direct apa. Capătul superior al cilindrului era deschis la presiunea atmosferică, iar atunci când s-a format vidul, presiunea atmosferică de deasupra pistonului l-a împins în jos în cilindru. Pistonul era lubrifiat și etanșat de un firicel de apă din aceeași cisternă care furniza apa de răcire. În plus, pentru a îmbunătăți efectul de răcire, a pulverizat apă direct în cilindru.
Pistonul era atașat printr-un lanț la o grindă mare pivotantă. Când pistonul trăgea grinda, cealaltă parte a acesteia era trasă în sus. Acest capăt era atașat la o tijă care trăgea de o serie de mânere convenționale ale pompei din mină. La sfârșitul acestei curse de putere, supapa de abur era redeschisă, iar greutatea tijelor pompei trăgea grinda în jos, ridicând pistonul și atrăgând din nou aburul în cilindru.
Folosirea pistonului și a grinzii a permis motorului Newcomen să acționeze pompe la diferite niveluri în întreaga mină, precum și să elimine nevoia de abur de înaltă presiune. Întregul sistem a fost izolat într-o singură clădire de la suprafață. Deși ineficiente și extrem de greoaie în ceea ce privește consumul de cărbune (în comparație cu motoarele ulterioare), aceste motoare au ridicat volume de apă mult mai mari și de la adâncimi mai mari decât fusese posibil până atunci. Peste 100 de motoare Newcomen au fost instalate în Anglia până în 1735 și se estimează că până în 1800 erau în funcțiune până la 2.000 de motoare (inclusiv versiunile Watt).
John Smeaton a adus numeroase îmbunătățiri la motorul Newcomen, în special la garniturile de etanșare, și, prin îmbunătățirea acestora, a reușit să le tripleze aproape eficiența. De asemenea, a preferat să folosească roți în locul bârnelor pentru a transfera puterea de la cilindru, ceea ce a făcut ca motoarele sale să fie mai compacte. Smeaton a fost primul care a dezvoltat o teorie riguroasă a proiectării și funcționării motoarelor cu abur. El a pornit de la rolul preconizat pentru a calcula cantitatea de putere necesară pentru îndeplinirea sarcinii, dimensiunea și viteza unui cilindru care să o furnizeze, dimensiunea cazanului necesar pentru a o alimenta și cantitatea de combustibil pe care o va consuma. Acestea au fost dezvoltate empiric după ce a studiat zeci de motoare Newcomen în Cornwall și Newcastle și a construit un motor experimental propriu în casa sa din Austhorpe în 1770. Până la introducerea motorului Watt, doar câțiva ani mai târziu, Smeaton a construit zeci de motoare din ce în ce mai mari, ajungând la 100 CP.

### Condensatorul separat al lui Watt
În timp ce lucra la Universitatea din Glasgow ca fabricant și reparator de instrumente în 1759, James Watt a fost introdus în puterea aburului de către profesorul John Robison. Fascinat, Watt s-a apucat să citească tot ce a putut despre acest subiect și a dezvoltat independent conceptul de căldură latentă, publicat abia recent de Joseph Black la aceeași universitate. Când Watt a aflat că universitatea deținea un mic model funcțional al unui motor Newcomen, a făcut presiuni pentru a obține returnarea acestuia de la Londra, unde era reparat fără succes. Watt a reparat mașina, dar a constatat că aceasta abia dacă era funcțională, chiar și atunci când era complet reparată.
După ce a lucrat cu modelul, Watt a ajuns la concluzia că 80% din aburul folosit de motor era irosit. În loc să furnizeze forță motrice, acesta era folosit pentru a încălzi cilindrul. În proiectul lui Newcomen, fiecare cursă de putere era pornită cu un jet de apă rece, care nu numai că a condensat aburul, dar a și răcit pereții cilindrului. Această căldură trebuia să fie înlocuită înainte ca cilindrul să accepte din nou aburul. În motorul Newcomen, căldura era furnizată numai de abur, astfel încât, atunci când supapa de abur era deschisă din nou, marea majoritate a aburului se condensa pe pereții reci imediat ce era admis în cilindru. A fost nevoie de o cantitate considerabilă de timp și de abur înainte ca cilindrul să se încălzească din nou și aburul să înceapă să se umple.
Watt a rezolvat problema stropilor de apă prin mutarea apei reci într-un alt cilindru, plasat lângă cilindrul de putere. Odată ce cursa de inducție era completă, o supapă era deschisă între cele două, iar orice abur care intra în cilindru se condensa în interiorul acestui cilindru rece. Acest lucru ar crea un vid care ar atrage și mai mult abur în cilindru, și așa mai departe până când aburul era în mare parte condensat. Supapa era apoi închisă, iar funcționarea cilindrului principal continua la fel ca la un motor Newcomen convențional. Deoarece cilindrul de putere a rămas la temperatura de funcționare în tot acest timp, sistemul era pregătit pentru o nouă cursă imediat ce pistonul era tras înapoi în partea superioară. Menținerea temperaturii era asigurată de o cămașă în jurul cilindrului, în care era admis aburul. Watt a produs un model funcțional în 1765.
Convins că acesta era un mare progres, Watt a încheiat parteneriate pentru a furniza capital de risc în timp ce lucra la proiect. Nu s-a mulțumit cu această singură îmbunătățire, Watt a lucrat neobosit la o serie de alte îmbunătățiri aduse practic la fiecare parte a motorului. Watt a îmbunătățit și mai mult sistemul adăugând o mică pompă de vid pentru a trage aburul din cilindru în condensator, îmbunătățind și mai mult durata ciclurilor. O schimbare mai radicală față de proiectul Newcomen a fost închiderea părții superioare a cilindrului și introducerea aburului de joasă presiune deasupra pistonului. Acum, puterea nu se datora diferenței dintre presiunea atmosferică și vid, ci presiunii aburului și vidului, o valoare ceva mai mare. În timpul cursei de întoarcere în sus, aburul de deasupra era transferat printr-o țeavă către partea inferioară a pistonului, gata să fie condensat pentru cursa descendentă. Etanșarea pistonului la un motor Newcomen fusese realizată prin menținerea unei cantități mici de apă pe partea superioară a acestuia. Acest lucru nu mai era posibil în motorul lui Watt din cauza prezenței aburului. Watt a depus eforturi considerabile pentru a găsi o etanșare care să funcționeze, obținută în cele din urmă prin utilizarea unui amestec de seu și ulei. Tija pistonului trecea, de asemenea, printr-un guler de pe capacul superior al cilindrului, etanșat într-un mod similar.
Problema etanșării pistonului se datora faptului că nu exista nicio modalitate de a produce un cilindru suficient de rotund. Watt a încercat să facă să fie alezați cilindri din fontă, dar aceștia erau prea rotunzi. Watt a fost nevoit să folosească un cilindru din fier ciocănit. Următorul citat este din Roe (1916):
"Când [John] Smeaton a văzut pentru prima dată motorul, a raportat Societății Inginerilor că "nu existau nici uneltele, nici muncitorii care să poată fabrica o mașină atât de complexă cu suficientă precizie"" "
În cele din urmă, Watt a considerat că proiectul este suficient de bun pentru a fi lansat în 1774, iar motorul Watt a fost lansat pe piață. Deoarece părți din proiect puteau fi ușor de montat pe motoarele Newcomen existente, nu a fost nevoie să se construiască un motor complet nou la mine. În schimb, Watt și partenerul său de afaceri, Matthew Boulton, au acordat licența pentru îmbunătățirile aduse operatorilor de locomotive, taxându-i cu o parte din banii pe care îi vor economisi prin reducerea costurilor de combustibil. Proiectul a avut un succes fulminant, iar compania Boulton and Watt a fost înființată pentru a acorda licențe pentru proiectare și pentru a ajuta noii producători să construiască motoare. Cei doi aveau să deschidă mai târziu Turnătoria Soho pentru a produce propriile motoare.
În 1774, John Wilkinson a inventat o mașină de găurit cu arborele care susținea unealta de găurit sprijinit la ambele capete, prelungindu-se prin cilindru, spre deosebire de alezajele în consolă folosite atunci. Cu această mașină a reușit să găurească cu succes cilindrul pentru primul motor comercial al lui Boulton și Watt în 1776.
Watt nu a încetat niciodată să își îmbunătățească proiectele. Acesta a îmbunătățit și mai mult viteza ciclului de funcționare, a introdus regulatoare, supape automate, pistoane cu dublu efect, o varietate de prize de putere rotative și multe alte îmbunătățiri. Tehnologia lui Watt a permis utilizarea comercială pe scară largă a motoarelor cu abur staționare.
Humphrey Gainsborough a realizat un model de motor cu abur cu condensare în anii 1760, pe care i l-a arătat lui Richard Lovell Edgeworth, membru al Societății Lunare. Gainsborough credea că Watt i-a folosit ideile pentru invenție; cu toate acestea, James Watt nu era membru al Societății Lunare în această perioadă, iar numeroasele sale relatări care explică succesiunea de procese de gândire care au dus la proiectarea finală ar tinde să contrazică această poveste.
Puterea era în continuare limitată de presiunea scăzută, de deplasarea cilindrului, de ratele de combustie și evaporare și de capacitatea condensatorului. Eficiența teoretică maximă era limitată de diferența de temperatură relativ scăzută de o parte și de alta a pistonului; acest lucru însemna că, pentru ca un motor Watt să furnizeze o cantitate de putere utilizabilă, primele motoare de producție trebuiau să fie foarte mari și, prin urmare, erau costisitoare pentru a fi construite și instalate.

### Motoare Watt cu dublu efect și rotative
Watt a dezvoltat un motor cu dublu efect în care aburul acționa pistonul în ambele direcții, mărind astfel viteza și eficiența motorului. De asemenea, principiul cu dublu efect a crescut semnificativ randamentul unui motor de dimensiuni fizice date.
Boulton & Watt au dezvoltat motorul alternativ în tipul rotativ. Spre deosebire de motorul Newcomen, motorul Watt putea funcționa suficient de lin pentru a fi conectat la un arbore de transmisie - prin intermediul unor angrenaje solare și planetare - pentru a furniza putere rotativă împreună cu cilindri de condensare cu dublu efect. Cel mai vechi exemplar a fost construit ca demonstrator și a fost instalat în fabrica lui Boulton pentru a acționa mașini de șlefuit (lustruit) nasturi sau altele similare. Din acest motiv, a fost întotdeauna cunoscut sub numele de Lap Engine. La primele motoare cu abur, pistonul este de obicei conectat printr-o tijă la o bârnă echilibrată, mai degrabă decât direct la un volant, motiv pentru care aceste motoare sunt cunoscute sub numele de motoare cu bârnă.
Primele motoare cu abur nu asigurau o viteză suficient de constantă pentru operațiuni critice, cum ar fi filarea bumbacului. Pentru a controla viteza, motorul era folosit pentru a pompa apă pentru o roată hidraulică, care alimenta utilajele.

## Motoare de înaltă presiune
Pe măsură ce secolul al XVIII-lea avansa, se cerea obținerea unor presiuni mai mari; Watt s-a împotrivit cu tărie acestui lucru și s-a folosit de monopolul pe care i-l dădea brevetul său pentru a-i împiedica pe alții să construiască motoare de înaltă presiune și să le folosească în vehicule. El nu avea încredere în tehnologia cazanelor din acea vreme, în modul în care erau construite și în rezistența materialelor folosite.
Avantajele importante ale motoarelor de înaltă presiune erau:
1. Puteau fi realizate mult mai mici decât cele anterioare pentru o putere dată. Astfel, exista potențialul de a dezvolta motoare cu abur suficient de mici și puternice pentru a se propulsa pe ele însele și alte obiecte. Ca urmare, puterea aburului pentru transport a devenit practică sub formă de nave și vehicule terestre, ceea ce a revoluționat afacerile cu mărfuri, călătoriile, strategia militară și, în esență, fiecare aspect al societății.
2. Datorită dimensiunilor lor mai mici, erau mult mai puțin costisitoare.
3. Nu necesitau cantitățile semnificative de apă de răcire a condensatorului necesare motoarelor atmosferice.
4. puteau fi proiectate pentru a funcționa la viteze mai mari, ceea ce le făcea mai potrivite pentru alimentarea mașinilor.

Dezavantajele au fost:
1. În domeniul presiunilor joase, erau mai puțin eficiente decât motoarele cu condensare, în special dacă aburul nu era utilizat în mod expansiv.
2. Erau mai sensibile la exploziile cazanelor.

Principala diferență între modul de funcționare a motoarelor cu abur de înaltă presiune și cele de joasă presiune constă în sursa forței care mișcă pistonul. La motoarele lui Newcomen și Watt, condensarea aburului este cea care creează cea mai mare parte a diferenței de presiune, făcând ca presiunea atmosferică (Newcomen) și aburul de joasă presiune, rareori mai mult de 7 psi presiunea din cazan, plus vidul din condensator (Watt), să miște pistonul. La un motor de înaltă presiune, cea mai mare parte a diferenței de presiune este asigurată de aburul de înaltă presiune din cazan; partea de joasă presiune a pistonului poate fi la presiune atmosferică sau conectată la presiunea condensatorului. Diagrama indicatoare a lui Newcomen, aproape în întregime sub linia atmosferică, va cunoaște o renaștere aproape 200 de ani mai târziu, cilindrul de joasă presiune al motoarelor cu expansiune triplă contribuind cu aproximativ 20% din puterea motorului, din nou aproape în întregime sub linia atmosferică.
Primul susținător cunoscut al "aburului puternic" a fost Jacob Leupold în schema sa pentru un motor care a apărut în lucrări enciclopedice din jurul anului 1725. De asemenea, de-a lungul secolului au apărut diverse proiecte de bărci și vehicule propulsate cu abur, unul dintre cele mai promițătoare fiind cel al lui Nicolas-Joseph Cugnot, care a făcut o demonstrație a "fardierului" (vagon cu abur) în 1769. Deși nu se cunoaște presiunea de lucru utilizată pentru acest vehicul, dimensiunea redusă a cazanului a dus la o producție de abur insuficientă pentru a permite fardierului să avanseze mai mult de câteva sute de metri înainte de a trebui să se oprească pentru a ridica aburul. Au fost propuse și alte proiecte și modele, dar, ca și în cazul modelului lui William Murdoch din 1784, multe dintre ele au fost blocate de Boulton și Watt.
Acest lucru nu s-a aplicat în SUA, iar în 1788 un vapor construit de John Fitch a funcționat în servicii comerciale regulate de-a lungul râului Delaware între Philadelphia, Pennsylvania, și Burlington, New Jersey, transportând până la 30 de pasageri. Această ambarcațiune putea parcurge în mod obișnuit 7-8 mile pe oră și a călătorit mai mult de 2.000 de mile (3.200 km) în timpul scurtei sale perioade de serviciu. Vasul cu aburi Fitch nu a fost un succes comercial, deoarece această rută era acoperită în mod adecvat de drumuri cu căruțe relativ bune. În 1802, William Symington a construit un vapor practic, iar în 1807 Robert Fulton a folosit un motor cu abur Watt pentru a propulsa primul vapor care a avut succes comercial.
Oliver Evans, la rândul său, era în favoarea "aburului puternic", pe care l-a aplicat la motoarele de ambarcațiuni și la utilizări staționare. El a fost un pionier al cazanelor cilindrice; cu toate acestea, cazanele lui Evans au suferit mai multe explozii grave ale cazanelor, ceea ce a avut tendința de a da greutate scuzelor lui Watt. În 1811, a fondat Pittsburgh Steam Engine Company în Pittsburgh, Pennsylvania. Compania a introdus motoarele cu abur de înaltă presiune în comerțul cu bărci fluviale din bazinul hidrografic Mississippi.
Primul motor cu abur de înaltă presiune a fost inventat în 1800 de Richard Trevithick.
Importanța creșterii aburului sub presiune (din punct de vedere termodinamic) constă în faptul că acesta atinge o temperatură mai ridicată. Astfel, orice motor care utilizează abur de înaltă presiune funcționează la o temperatură și o diferență de presiune mai mari decât este posibil cu un motor cu vid de joasă presiune. Astfel, motorul de înaltă presiune a devenit baza pentru cea mai mare parte a dezvoltării ulterioare a tehnologiei aburului alternativ. Chiar și așa, în jurul anului 1800, "înaltă presiune" însemna ceea ce astăzi ar fi considerat o presiune foarte scăzută, adică 3–4 bar (300–400 kPa), ideea fiind că motorul de înaltă presiune în cauză nu avea condensare, fiind acționat exclusiv de puterea de expansiune a aburului, iar odată ce aburul a lucrat, acesta era de obicei evacuat la o presiune mai mare decât cea atmosferică. Suflul aburului evacuat în coșul de fum putea fi exploatat pentru a crea un tiraj indus prin grătarul din focar și a crește astfel viteza de ardere, creând astfel mai multă căldură într-un cuptor mai mic, cu prețul creării unei contrapresiuni pe partea de evacuare a pistonului.
La 21 februarie 1804, la uzina de fier Penydarren din Merthyr Tydfil, în sudul Țării Galilor, a fost demonstrată prima locomotivă cu abur autopropulsată sau locomotivă cu abur, construită de Richard Trevithick.

### Motorul Cornish și compoundarea
În jurul anului 1811, Richard Trevithick a fost nevoit să actualizeze un motor de pompare Watt pentru a-l adapta la unul dintre noile sale cazane cilindrice mari de tip Cornish. Când Trevithick a plecat în America de Sud în 1816, îmbunătățirile sale au fost continuate de William Sims. În paralel, Arthur Woolf a dezvoltat un motor compus cu doi cilindri, astfel încât aburul să se dilate într-un cilindru de înaltă presiune înainte de a fi eliberat într-unul de joasă presiune. Eficiența a fost îmbunătățită în continuare de Samuel Groase, care a izolat cazanul, motorul și conductele.
Presiunea aburului deasupra pistonului a crescut, ajungând în cele din urmă la 3 bar sau chiar la 3,5 bar și furnizând acum o mare parte din puterea pentru cursa descendentă; în același timp, condensarea a fost îmbunătățită. Acest lucru a sporit considerabil eficiența, iar alte motoare de pompare pe sistemul Cornish (cunoscute adesea sub numele de motoare Cornish) au continuat să fie construite noi pe tot parcursul secolului al XIX-lea. Motoarele Watt mai vechi au fost modernizate pentru a se conforma.
Adoptarea acestor îmbunătățiri Cornish a fost lentă în zonele de producție textilă, unde cărbunele era ieftin, din cauza costului de capital mai ridicat al motoarelor și a uzurii mai mari pe care o aveau. Schimbarea a început abia în anii 1830, de obicei prin compunere prin adăugarea unui alt cilindru (de înaltă presiune).
O altă limitare a primelor motoare cu abur era variabilitatea vitezei, ceea ce le făcea nepotrivite pentru multe aplicații textile, în special pentru filatură. Pentru a obține viteze constante, primele fabrici de textile acționate cu abur foloseau motorul cu abur pentru a pompa apă către o roată hidraulică, care acționa mașinile.
Multe dintre aceste motoare au fost furnizate în întreaga lume și au oferit servicii fiabile și eficiente timp de foarte mulți ani, cu un consum de cărbune mult redus. Unele dintre ele erau foarte mari, iar acest tip a continuat să fie construit până în anii 1890.

## Motor Corliss
Motorul cu abur Corliss (brevetat în 1849) a fost numit cea mai mare îmbunătățire de la James Watt încoace. Motorul Corliss avea un control al vitezei mult îmbunătățit și o eficiență mai bună, ceea ce îl făcea potrivit pentru tot felul de aplicații industriale, inclusiv pentru filatură.
Corliss folosea orificii separate pentru alimentarea cu abur și evacuare, ceea ce a împiedicat ca evacuarea să răcească pasajul folosit de aburul fierbinte. De asemenea, Corliss folosea supape parțial rotative, care asigurau o acțiune rapidă, contribuind la reducerea pierderilor de presiune. Supapele în sine erau, de asemenea, o sursă de reducere a frecării, în special în comparație cu supapa de glisare, care folosea de obicei 10% din puterea unui motor.
Corliss folosea întreruperi automate variabile. Angrenajul supapei controla turația motorului prin utilizarea regulatorului pentru a varia momentul încetării admisiei aburului. Acest lucru a fost parțial responsabil pentru îmbunătățirea eficienței, pe lângă controlul mai bun al turației.

## Motor cu abur de mare viteză Porter-Allen
Motorul Porter-Allen, introdus în 1862, folosea un mecanism avansat de distribuție cu supape dezvoltat pentru Porter de către Allen, un mecanic cu abilități excepționale, și a fost la început cunoscut sub numele de motor Allen. Motorul de mare viteză era o mașină de precizie, bine echilibrată, realizări posibile datorită progreselor în domeniul mașinilor-unelte și al tehnologiei de fabricație.
Motorul de mare viteză funcționa la viteze ale pistonului de trei până la cinci ori mai mari decât cele ale motoarelor obișnuite. Avea, de asemenea, o variabilitate a vitezei reduse. Motorul de mare viteză a fost utilizat pe scară largă în fabricile de cherestea pentru a acționa fierăstraiele circulare. Mai târziu, a fost utilizat pentru generarea de energie electrică.
Motorul avea mai multe avantaje. În unele cazuri, putea fi cuplat direct. Dacă se foloseau angrenaje sau curele și tamburi, acestea puteau fi de dimensiuni mult mai mici. Motorul în sine era, de asemenea, mic pentru puterea pe care o dezvolta.
Porter a îmbunătățit foarte mult regulatorul cu bilă prin reducerea greutății rotative și adăugarea unei greutăți în jurul arborelui. Acest lucru a îmbunătățit semnificativ controlul vitezei. Regulatorul lui Porter a devenit principalul tip de regulator până în 1880.
Eficiența motorului Porter-Allen era bună, dar nu era egală cu cea a motorului Corliss.

### Motorul în echicurent
Motorul în echicurent a fost cel mai eficient tip de motor de înaltă presiune. A fost inventat în 1911 și a fost utilizat pe nave, dar a fost înlocuit de turbinele cu abur și, mai târziu, de motoarele diesel marine.